# Gönen Çayı
Der Gönen Çayı ist ein Fluss im Nordwesten der Türkei. 
Die Quellen liegen im Ida-Gebirge im Landkreis Yenice in  der Provinz Çanakkale. Auf seinem Weg durchquert er zunächst in nordöstlicher Richtung diese Provinz und wird bei Yalıoba, bei Flusskilometer 55, von der Gönen-Talsperre aufgestaut. Anschließend passiert er die Grenze zum Landkreis Gönen (Provinz Balıkesir), speist einen weiteren Stausee in der Nähe von Kumköy und erreicht dann die ebenfalls Gönen genannte Kreisstadt. Nun wendet sich der Gönen Çayı nach Norden und mündet mit einem Delta westlich der Kleinstadt Misakça im Landkreis Bandırma in die Erdek-Bucht des Marmarameeres.
Der Gönen Çayı ist 134 km lang. Sein Einzugsgebiet umfasst 1450 km². Der mittlere Abfluss beträgt 25 m³/s. Der geringste gemessene Abfluss liegt bei 0,223 m³/s, während der höchste 896 m³/s beträgt.

## Geschichte
In der Antike war der Fluss unter dem Namen Aisepos (latinisiert Aesepus) bekannt und wurde von der römischen Aiseposbrücke gequert. An seinem Ufer soll auch das Grab des äthiopischen Königs Memnon liegen, nachdem dieser vor Troja von Achill getötet worden war.